# Gnophos agglomerata
Gnophos agglomerata là một loài bướm đêm trong họ Geometridae.